# زیگفرید پورنر
زیگفرید پورنر (انگلیسی: Siegfried Purner; ۱۶ فوریهٔ ۱۹۱۵ – ۱۰ فوریهٔ ۱۹۴۴) بازیکن هندبال اهل اتریش بود.